# Луцій Помпоній Флакк
Лу́цій Помпо́ній Флакк (лат. Lucius Pomponius Flaccus; ? — 35) — політичний, державний та військовий діяч Римської імперії, консул 17 року.

## Життєпис
Походив з роду нобілів Помпоніїв. Про місце й дату народження немає відомостей. Замолоду підтримував листування з Овідієм. Водночас був близьким другом імператора Тиберія.
У 16 році служив у провінція Мізія під орудою Гая Попея Сабіна. У 17 році його було обрано консулом разом з Гаєм Целієм Руфом.
У 18—19 році призначений імператорським легатом—пропретором до Мізії. Того ж року за наказом імператора Тиберія втрутився у конфлікт у Фракії. Тут цар Раскупорід II вбив свого небожа Котіса. Луцій Помпоній переконав Раскупоріда з'явитися на суд до Риму. Потім поставив новим царем Реметалка II. 
У 33 році Луція Помпонія було призначено імператорським легатом до Сирії. Підтримував клопотання Ірода Агріппи щодо повернення батьківського спадку. Під час своєї каденції помер у 35 році.